# Jules de Trannoy
Jules Virginie Paul Hippolyte de Trannoy (Schaarbeek, 14 augustus 1883 - Mechelen, 23 januari 1970) was een Belgisch rooms-katholiek priester.

## Biografie
Jules de Trannoy was een zoon van de in 1870 tot Belg genaturaliseerde baron Paul de Trannoy (1848-1890) en Savina de Knyff (1845-1907). Hij was een jongere broer van baron Henri de Trannoy, burgemeester van Tongerlo, en baron Gaston de Trannoy, generaal, Olympisch ruiter, gemeenteraadslid van Villers-la-Ville en voorzitter van de Koninklijke Belgische Ruitersportfederatie en de Fédération Équestre Internationale.
Hij werd in 1906 tot priester gewijd en was aanvankelijk leraar aan het Institut Saint-Louis in Brussel. Van 1914 tot 1921 was hij aalmoezenier bij het Belgisch leger, van 1921 tot 1926 onderpastoor van de parochie Heilig Hart in Koekelberg en van 1926 tot 1934 aalmoezenier aan het Koninklijk Hof. In 1921 werd hij als bemiddelaar aangesteld tussen de katholieke premier Henri Carton de Wiart en de liberale minister van Landsverdediging Albert Devèze en kardinaal Mercier in de kwestie rond de vrijstelling van geestelijken voor de dienstplicht.
Vervolgens werd hij erekanunnik aan het Sint-Romboutskapittel in Mechelen. In 1941 werd hij er aartsdiaken en in 1956 deken. Van 1960 tot 1966 was hij directeur van de Pauselijke Missiewerken (Missio).
In 1927 kreeg hij de eretitel pauselijk huisprelaat en in 1960 apostolisch protonotaris. Hij was ook grootprior van de Belgische provincie van de Orde van het Heilig Graf.
Zijn archief wordt in het Aartsbisschoppelijk Archief Mechelen bewaard.